# Bactrocera fraserensis
Bactrocera fraserensis är en tvåvingeart som beskrevs av Chua 2010. Bactrocera fraserensis ingår i släktet Bactrocera och familjen borrflugor. Inga underarter finns listade.